# Hausstaub

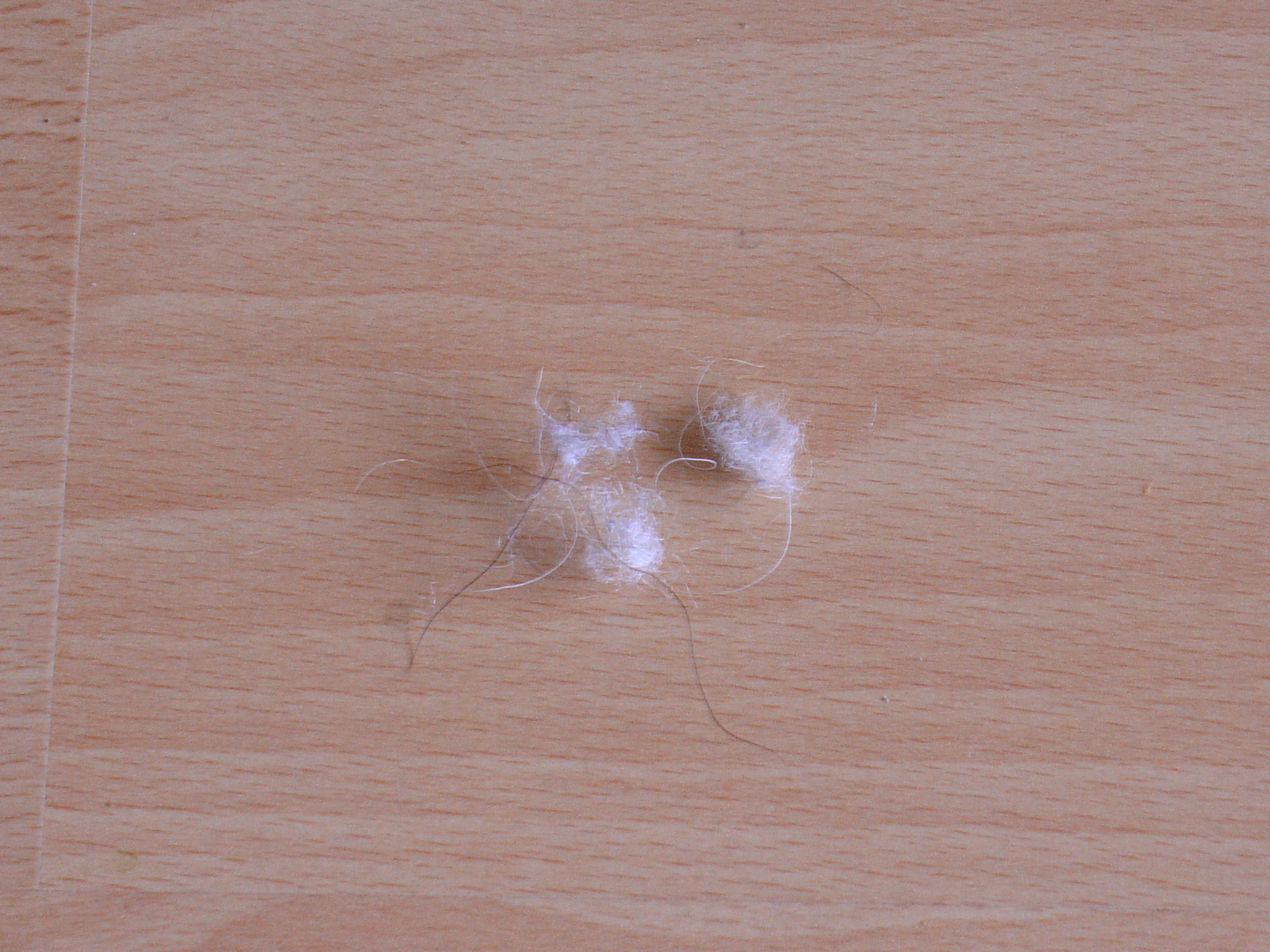
Staubflocken

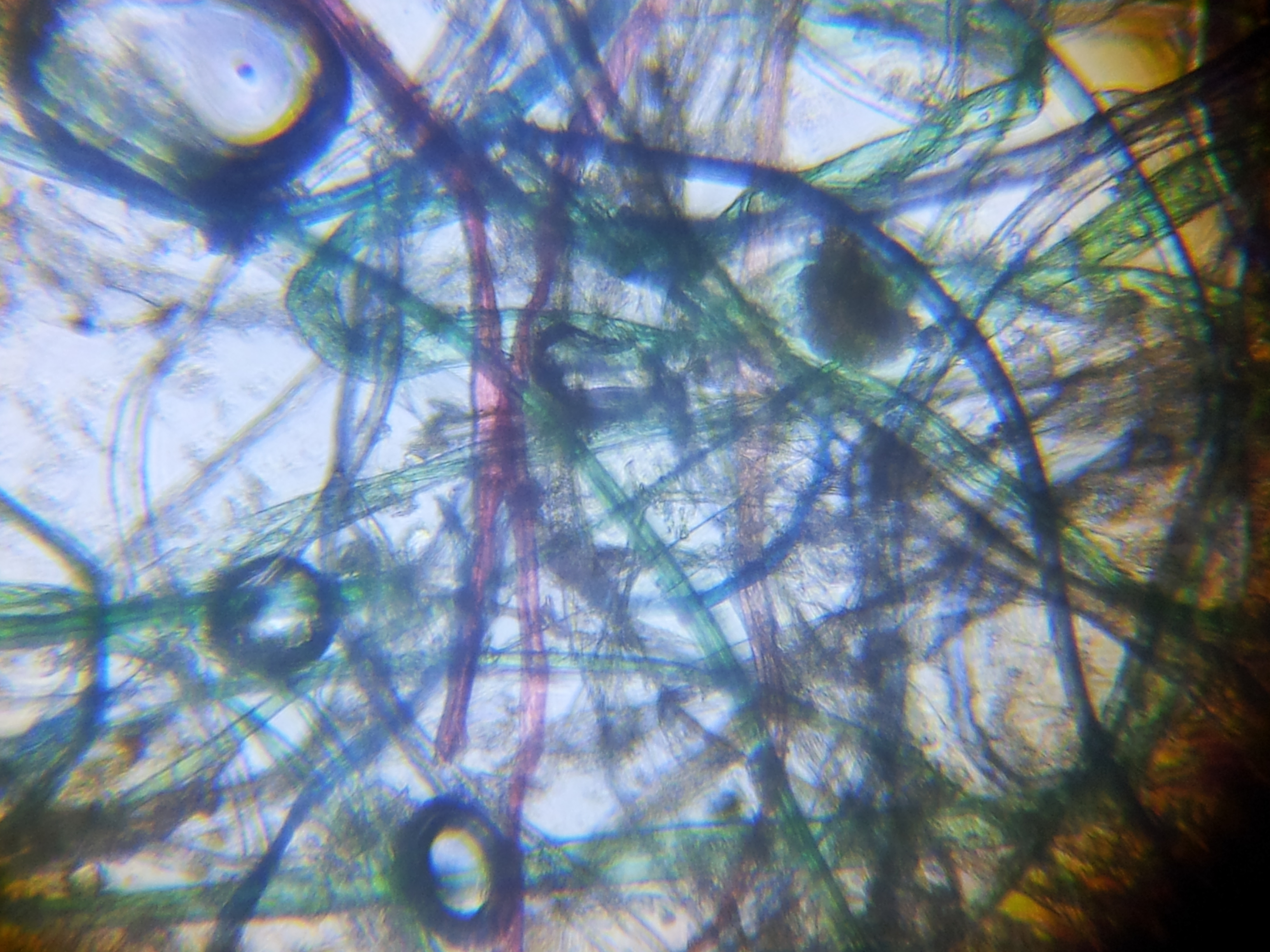
Hausstaub unter dem Mikroskop x200

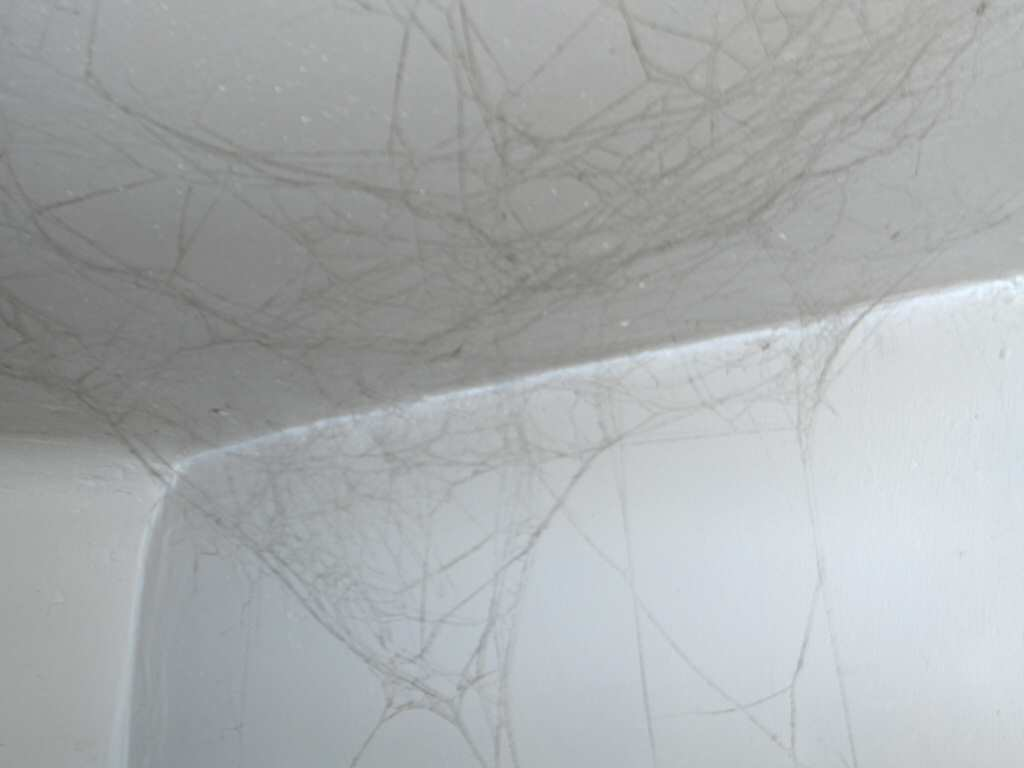
Raumnetz der Zitterspinne

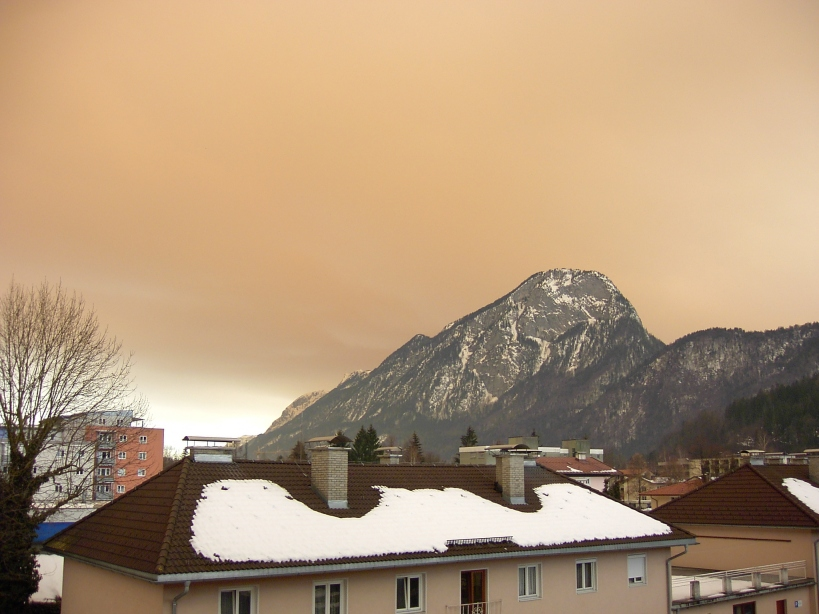
Saharastaub über Kufstein/Tirol am 22. Februar 2004

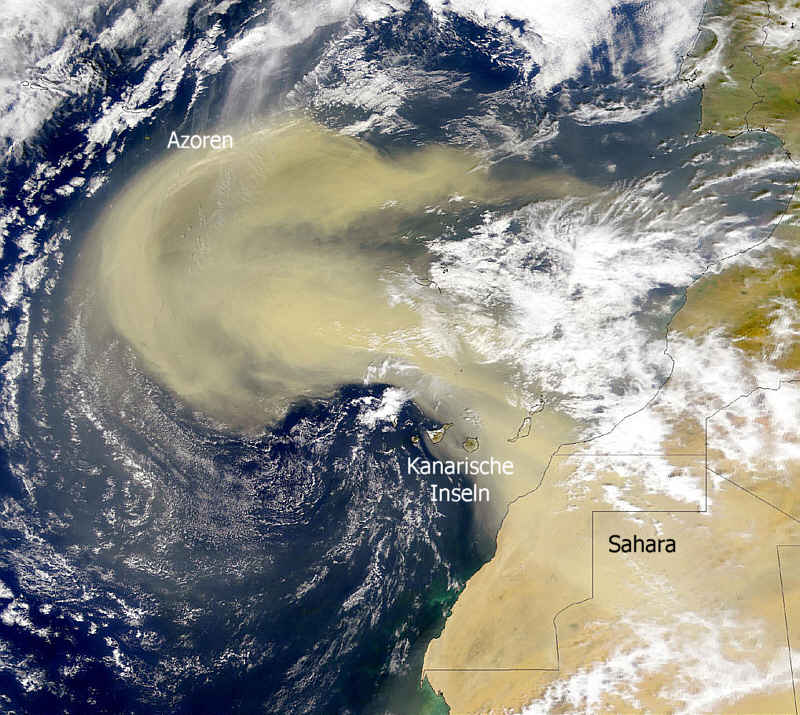
Sandverfrachtung aus der Sahara, dieser Wind wird auf den Kanarischen Inseln als Calima bezeichnet, siehe dazu auch Äolischer Transport

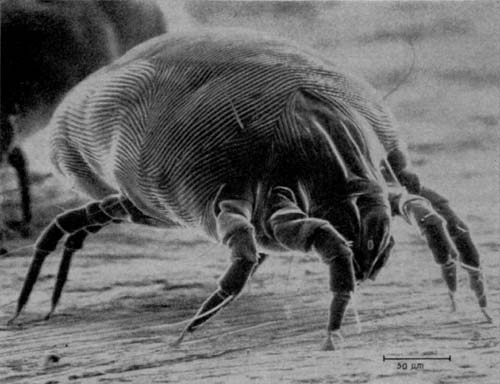
Hausstaubmilbe, 0,1 bis 0,5 mm groß

Hausstaub ist die Sammelbezeichnung für partikel- und faserförmige Immissionen in geschlossenen Räumen. Er ist eine Mischung unterschiedlicher anorganischer und organischer Stoffe.
Zusammengeballte Staubansammlungen des Hausstaubs werden in Deutschland auch Staubmaus oder Wollmaus, in Österreich auch Lurch genannt. Die Staubmaus oder der Lurch ‚leben‘ vor allem unter Schränken oder Betten und werden oft als leichtes und daher bei Luftzug sich rasch bewegendes Objekt wahrgenommen.

## Zusammensetzung
Hausstaub setzt sich aus verschiedenen Stoffen zusammen, diese sind von den jeweiligen Lebensbedingungen (zum Beispiel dem Vorhandensein eines Haustieres) abhängig und umfassen im Wesentlichen:
- Hautschuppen (von Menschen und Tieren)
- Abrieb, Fasern und Fussel (zum Beispiel von Kleidung, Wollteppichen, Bezugsstoffen von Sofas, Sesseln und Stühlen, Wolldecken, Bettwäsche, Handtüchern)
- Haare (von Menschen und Tieren)
- Pflanzenteilchen (Pollen, Blattpartikel, Blütenpartikel, Pflanzensamen, Samenfasern wie beispielsweise Pappelflaum)
- tote und lebende Hausstaubmilben und deren Kot
- lebende und tote Bakterien, Viren, Schimmelpilze, Rädertierchen
- Spinnweben der Zitterspinne und Reste ihrer Beutetiere
- Überreste (tote Körper, Häutungsreste, Kot) von sonstigen Kleinstlebewesen des „Habitats Wohnraum“ (wie beispielsweise Weberknechte, Bärtierchen, Silberfischchen oder Staubläuse)
- Schadstoffe (zum Beispiel Weichmacher aus Teppichböden)
- Gesteinskörnchen, beispielsweise
  - Straßenabrieb (von draußen mit den Schuhen hereingetragen)
  - verfrachteter Staub aus Vulkanausbrüchen, der Erosion von Gesteinen und der Deflation (Sandverwehungen, Saharastaub)
  - kosmischer Staub
- Feinstaub, als dessen Quellen werden noch genannt
  - Reste der Luftverschmutzung sowie Partikelneubildung aus Vorläufern in der Atmosphäre
  - Seesalz durch Gischt
  - verfrachteter Ruß aus Reifenabrieb der Kraftfahrzeuge, aus Dieselabgasen, Heizungsabgasen und von Waldbränden
  - Toner aus Laserdruckern (und Kopierern)[1]

## Staubquellen

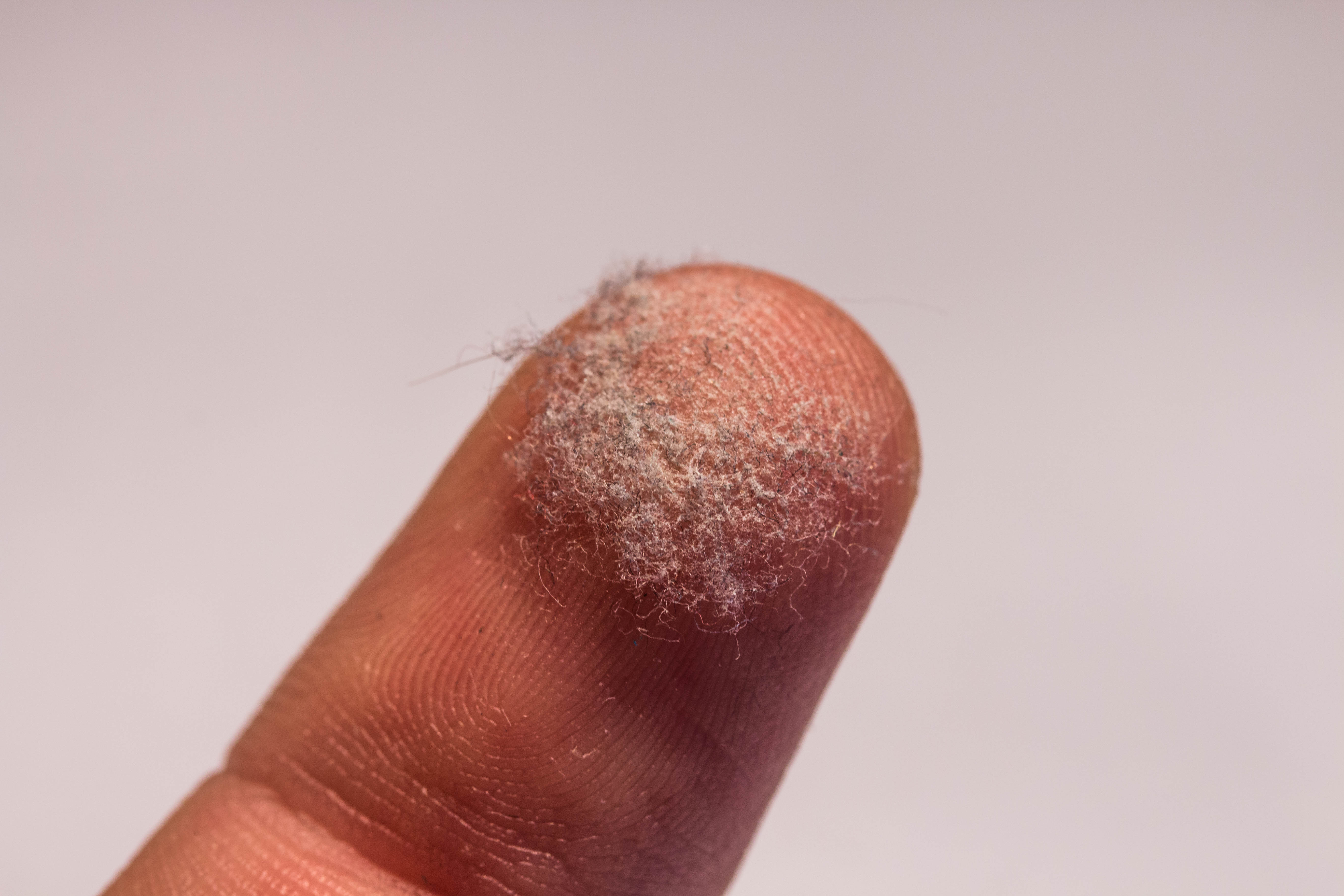
Hausstaub auf einem Finger

Hausstaub findet sich in jeder Wohnung. Durchschnittlich bilden sich täglich rund sechs Milligramm Staub pro Quadratmeter. Bei einer durchschnittlichen Wohnfläche von 44 m²/Person und einer Bürofläche von 15 m²/Person entstehen jährlich rund 130 g Hausstaub pro Person. Da die Quellen vielfältig sind, kann Hausstaub aus vielen Stoffen bestehen.
Da Staub ein natürlicher Bestandteil der Luft ist, gelangt Staub auch durch das geöffnete Fenster in die Wohnung. Doch auch der Mensch selbst ist eine Staubquelle: Die oberste Hautschicht erneuert sich ständig, die abgestorbenen Hautzellen (ca. ein bis zwei Gramm täglich) gelangen in die Luft, steigen mit der warmen Luft in der Mitte des Zimmers nach oben und sinken mit der kühleren Luft in Wandnähe wieder herab. Deshalb sind Bücherregale, Bilderrahmen und Leisten oben und in Wandnähe staubiger als Möbel in der Mitte des Raumes. Diese Hausstaubfraktion auf Möbeln besteht meist zu 80 Prozent aus Hautschuppen.
Mit den Schuhen trägt man feinste Staubpartikel in die Wohnung. Diese stammen aus den unterschiedlichsten Quellen (siehe Staub). Durch die diversen Tätigkeiten in einer Wohnung (Gehen, Arbeiten, Schlafen) verursacht der Mensch auch Abrieb an Kleidung, Teppichen, Polstermöbeln oder anderen Wohnungseinrichtungsgegenständen, die ebenfalls zur Staubbelastung beitragen.
Überall, wo organisches Material wie Hautschuppen, Pflanzenteilchen, Essenskrümel usw. vorkommt, finden sich auch Mikroorganismen wie Bakterien, Milben und Schimmelpilze, die von diesen Stoffen leben. Diese Mikroorganismen sind – wie auch der Staub – natürlicher Bestandteil der Luft. Insbesondere den Hausstaubmilben und den Schimmelpilzen kommt eine gewisse Bedeutung zu, da die Ausscheidungen der Hausstaubmilbe bzw. die Sporen der Schimmelpilze bei einigen Menschen zu allergischen Reaktionen führen (Hausstauballergie, Schimmelpilzallergie). Die höchste Konzentration von Hausstaubmilben(kot) findet sich meist in Kopfkissen, weil reichlich Hautschuppen als Futter sowie viel Wärme und Feuchtigkeit vom Kopf des Schlafenden geboten werden. Allein durch Atmen scheidet der Mensch pro Nacht 250–400 ml Wasser aus. Ein milbenfreies Kopfkissen gibt es daher nicht. Selbst gereinigte Kissen enthalten einige Zehntausend der 0,3 mm großen Milben. Jahrelang ungewaschene Kissen (wenn nur der Bezug gewaschen wird) enthalten bis zu 400.000 Milben. Da Milben nur gut sechs Wochen leben, können die lebenden und toten Milben in solch einem jahrelang nicht gewaschenen Kissen bis zu 10 Prozent seines Gesamtgewichts ausmachen. Eine Hausstaubmilbe produziert ca. 20 Kotkügelchen am Tag. In ihrem ca. sechswöchigen Leben summiert sich das Gewicht der Kotbällchen auf das 200-Fache des Eigengewichts der Milbe. Ein Teelöffel voll Schlafzimmerstaub enthält im Schnitt fast 1000 Milben und 250.000 winzigste Kotkügelchen. Diese verbleiben aufgrund ihrer Leichtigkeit und Form weniger in den Kissen als tote Milben, sondern werden überwiegend in die Luft geschüttelt.
Eine im Jahr 2009 veröffentlichte Untersuchung deutet darauf hin, dass die Messung des Ergosteringehalts im Hausstaub als Schnellmethode für die Bestimmung der Schimmelpilzbelastung in Innenräumen verwendet werden kann.

## Zusammenballungen

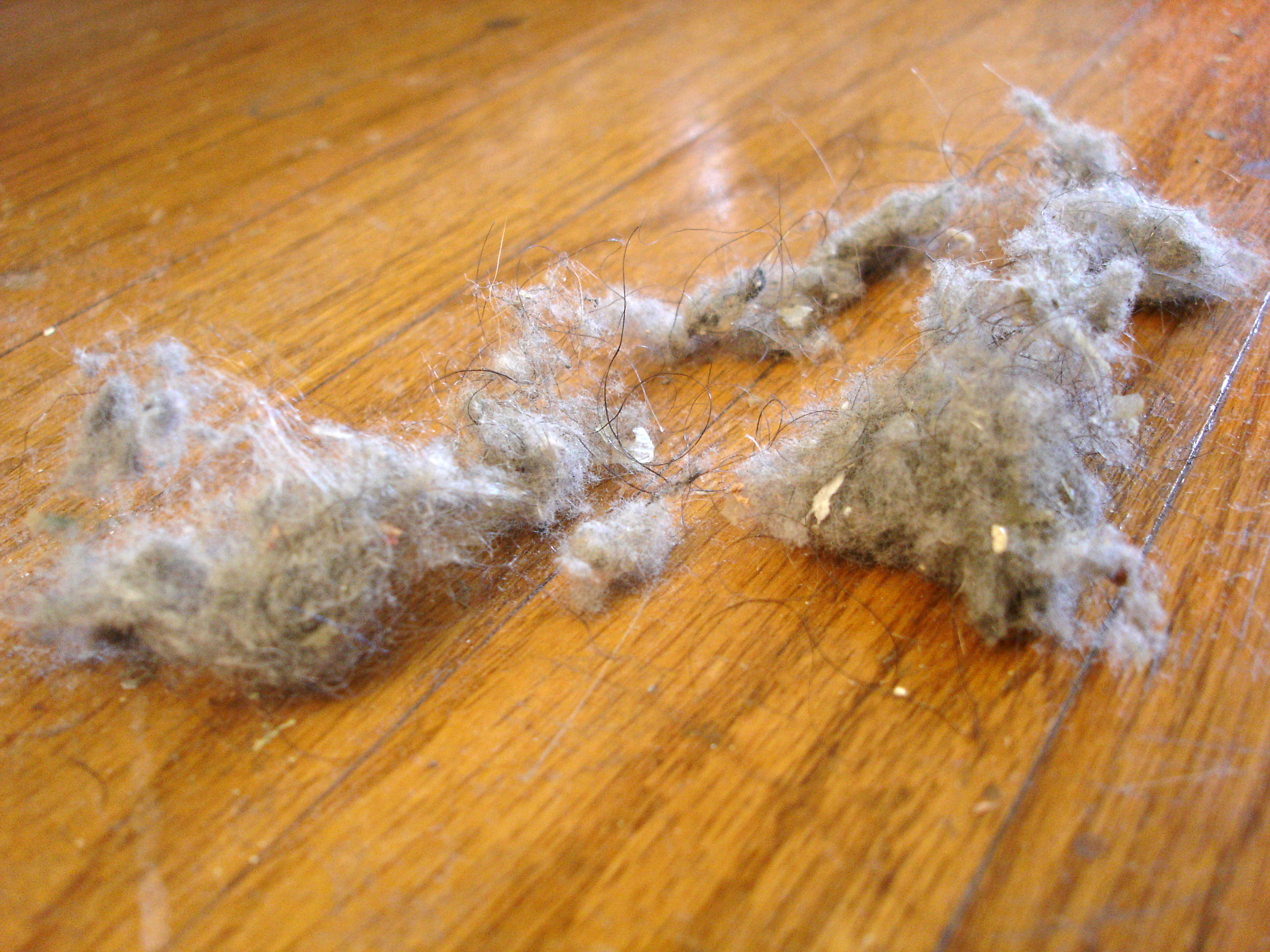
Zusammengeballte (aggregierte) Fasern und Partikel

Eine einheitliche deutsche Bezeichnung hat sich nicht herausgebildet, neben Staubmaus findet man verbreitet Staubflocken, Wollmaus, Mullen (vgl. aber Mull), Lurch, Staubgewölle, Staubflusen, Staubflankerln (in Wien, Kärnten), Lei(n)wisch (in Salzburg, Tirol), (Staub-)Wuggal oder Wauggel (Bayern/Salzburg), Mutzeln (Vgtl./Sachsen), (Staub-)Moggeln (Schwaben), bei der Bundeswehr auch NATO-Maus. In Norwegen ist für eine Wollmaus die Bezeichnung hybelkanin („Wohnungskaninchen“) gebräuchlich. Auf Finnisch sagt man villakoira („Wollhund“), was aber auch Pudel bedeutet. In den User-Friendly-Comics wird die englische Bezeichnung Dust Puppy („Staubhündchen“) für eine animierte Staubmaus verwendet, ansonsten ist im amerikanischen Sprachgebrauch Dust Bunny („Staubhäschen“) verbreitet. Letzteres wird auch gern als augenzwinkernde Ermahnung für die Kinder eingesetzt, dass sie ihr Zimmer säubern sollen, sonst werden die Staubhäschen bald herumspuken.

### Entstehung
Zusammenballungen entstehen dadurch, dass Wind bzw. ein Luftzug über eine verstaubte Fläche gleitet. Dabei werden kleine Flocken abgelöst, die sich dann zu immer größeren Ballen zusammenfinden, die eine Größe von mehreren Zentimetern erreichen können. Insbesondere unter Schränken und Betten gibt es so einen flachen Luftzug, der den Prozess antreiben kann. Es spielt aber auch die elektrostatische Aufladung, insbesondere bei Kunstfasern und starker Sonneneinstrahlung sowie begünstigt durch trockene Luft in geheizten Räumen, eine Rolle.

## Gefahren durch elektrischen Strom
Schaltkästen sind von Staubzusammenballungen freizuhalten, da sonst Brandgefahr besteht. Ebenfalls trifft dies auf alle wärmeabstrahlenden Geräte, wie Fernsehgeräte, Stereoanlagen, Computer etc. zu, in denen sich durch elektrostatische Aufladung Staub und Fasern ansammeln. Dies kann von einfachen Geräteausfällen bis zum Brand führen. Vielfach bilden sich nach einiger Zeit Zusammenballungen in den Verkabelungen hinter dem Computer. Wenn diese Flocken in den Ansaugstrom eines Lüfters kommen, kann dieses zu einer erheblichen Beeinträchtigung (Kühlungsprobleme) führen und in weiterer Folge sogar Hardwareschäden verursachen. Entsprechende Staubfilter für luftgekühlte Geräte (PC) können diesem Problem entgegenwirken.

## Schadstoffe im Hausstaub
Die Luft enthält zahlreiche Schadstoffe, die sich leicht an Staubpartikel und damit auch an Hausstaub binden können. Aufgrund der großen spezifischen Oberfläche der Partikel werden schwer flüchtige Stoffe in der Innenraumluft infolge ihres geringen Dampfdrucks bevorzugt am Hausstaub adsorbiert. Die Zusammensetzung des Hausstaubs lässt somit Rückschlüsse auf die Zusammensetzung der Innenraumluft zu.
Die Schadstoffe in der Wohnungsluft können sowohl aus externen (beispielsweise kann an einer viel befahrenen Straße die Schadstoffkonzentration sehr hoch sein) als auch aus internen Quellen (Teppiche, Möbel, Holzvertäfelungen, Drucker etc.) stammen. In Abhängigkeit von der Luftbelastung lassen sich in Hausstaub unterschiedlichste Schadstoffe nachweisen, beispielsweise:
- Holzschutzmittel
- Weichmacher
- Flammschutzmittel
- Biozide (z. B. Methoxychlor oder Pentachlorphenol)[10]
- Schwermetalle

Eine ausführliche Studie über die Belastung von Hausstaub mit Schadstoffen hat 2004 beispielsweise das österreichische Umweltbundesamt veröffentlicht.
Mehr darüber siehe Schwarzstaub.

## Schwarzstaub
Treten in einer Wohnung plötzlich großflächig schwarze Ablagerungen auf, spricht man vom Phänomen der „schwarzen Wohnungen“. Die schwarzen Wandfärbungen können verschiedene Ursachen haben, die sich gegenseitig auch überlagern können. Schwarzstaub (englisch „magic dust“) wird wahrscheinlich durch schwerflüchtige organische Verbindungen (SVOC) begünstigt (Klebefilmeffekt) oder hervorgerufen. Deren Quelle sind Ausdünstungen chemischer Stoffe aus Baumaterialien, wie beispielsweise Weichmacher aus Farben, Folien, PVC-Bodenbelägen, Kabelumhüllungen oder Klebstoffen. Schwarzschimmel an den Wänden wird im engeren Sinn ebenso wie Ruß aus dem Abbrand von Öllampen und Kerzen oder aus Dieselabgasen nicht als Ursache des Schwarzstaubeffekts angesehen, sie können den Effekt aber überlagern.

## Beseitigung
Zur Beseitigung von Hausstaub können ein Staubwedel, ein Staubtuch oder ein Staubsauger verwendet werden. Wirkungsvoller jedoch ist feuchte Reinigung.